# Museu de Vã
O Museu de Vã (em turco: Van müzesi) é um museu localizado na cidade de Vã, no leste da Turquia. Em 2011 foi afetado por dois terremotos e um novo edifício foi construído, localizado perto da fortaleza de Vã. Foi reaberto ao público em 2019. O complexo abriga por volta de 2 600 artefatos históricos dos Períodos Urartita, Romano, Bizantino, Seljúcida e Otomano.